# Болдвін (Мічиган)
Болдвін (англ. Baldwin) — селище (англ. village) в США, в окрузі Лейк штату Мічиган. Населення — 902 особи (2020).

## Географія
Болдвін розташований за координатами 43°53′49″ пн. ш. 85°51′8″ зх. д. / 43.89694° пн. ш. 85.85222° зх. д. (43.896981, -85.852329).  За даними Бюро перепису населення США в 2010 році селище мало площу 3,28 км², з яких 3,27 км² — суходіл та 0,00 км² — водойми.

## Демографія
Згідно з переписом 2010 року, у селищі мешкало 1208 осіб у 404 домогосподарствах у складі 190 родин. Густота населення становила 369 осіб/км².  Було 478 помешкань (146/км²).
Расовий склад населення:
| - 62,8 % — білих - 29,0 % — чорних або афроамериканців - 0,9 % — корінних американців - 0,1 % — азіатів |

До двох чи більше рас належало 6,5 %. Частка іспаномовних становила 4,1 % від усіх жителів.
За віковим діапазоном населення розподілялося таким чином: 20,3 % — особи молодші 18 років, 64,5 % — особи у віці 18—64 років, 15,2 % — особи у віці 65 років та старші. Медіана віку мешканця становила 36,8 року. На 100 осіб жіночої статі у селищі припадало 114,2 чоловіків;  на 100 жінок у віці від 18 років та старших — 114,5 чоловіків також старших 18 років.
Середній дохід на одне домашнє господарство  становив 27 738 доларів США (медіана — 15 625), а середній дохід на одну сім'ю — 37 395 доларів (медіана — 22 333). Медіана доходів становила 38 333 долари для чоловіків та 28 578 доларів для жінок. За межею бідності перебувало 54,7 % осіб, у тому числі 66,7 % дітей у віці до 18 років та 39,5 % осіб у віці 65 років та старших.
Цивільне працевлаштоване населення становило 335 осіб. Основні галузі зайнятості: роздрібна торгівля — 28,7 %, освіта, охорона здоров'я та соціальна допомога — 19,7 %, публічна адміністрація — 12,8 %, мистецтво, розваги та відпочинок — 10,4 %.